# Шапсухо
Шапсухо — річка в Туапсинському районі Краснодарського краю.
Розташована в північно-західній частині Туапсинського району, за 5 км на схід від селища Джубга. Бере початок на західному схилі Головного Кавказького хребта, за 9 км на південний схід від села Молдованівка. Впадає в Чорне море у курортного селища Лермонтово. Довжина річки 41 км. Площа водозбору становить 384 км². Річка Шапсухо має більше 40 приток. Найбільші з них: Щель Кузнєцова — бере початок у західного схилу гори Гаряча; притоки лівобережжя: річка Бурхан, що бере почаок на західному схилі гори Свистун (висота 568 метрів), а також річки Гримуча, Дефані, Щель Туманова тощо.
У нижній течії річка Шапсухо — рівнинна річка з різкими коливаннями рівневого режиму, залежного від кількості випавших опадів.
Гирло річки в штормовий період перегороджується бар'єром з гравію, рілля заввишки до одного метра. Середньорічну витрату води становить 12 кубометрів в секунду, в паводковий період — до 700 м³/сек. Долина річки в нижній течії рівна, з поступовим підйомом у бік гір. Ширина долини в нижній течії — до 300 метрів. Має більше 40 притоків. Найбільші: річка Босикова щель, річка Туманова щель, річка Кузнецова щель, річка Лимарьова щель, річка Бурхан, річка Казьонка, річка Кравченкова щель, річка Гремуча щель, річка Душкина щель, річка Малишева щель, річка Дефань, річка Ігнатенкова щель, річка Горобцова щель, річка Синявка, річка Гандукова щель, річка Щель Кожухарь, річка Мирзина щель, річка Кердиварова щель, струмок Махрянський, річка Горнар, річка Бурлуй, річка Церковна щель й річка Лукьяненкова щель.

Твердими стоками річки Шапсухо утворені чудові пляжі на березі Чорного моря.
На березі річки розташовані населені пункти: Молдованівка, Дефанівка, Тенгінка, а у гирлі — селище Лермонтово. У дельті річки є човникова станція. По долині річки можна здійснювати турпоходи: відвідати урочище Шаумян, подивитися «Вовчі ворота», що розташовані за 7 км від селища Дефанівка.